# Миличич, Дарко
Да́рко Ми́личич (серб. Дарко Миличић; родился 20 июня 1985 года в Нови-Саде, СР Сербия, СФР Югославия) — сербский баскетболист. Играл на позиции центрового или тяжёлого форварда. Был выбран на драфте НБА 2003 года под вторым номером клубом «Детройт Пистонс». Чемпион НБА 2004 года. Бывший игрок национальной сборной Сербии.

## Ранние годы и драфт НБА
В 14 лет Миличич переехал из родного Нови-Сада в промышленный городок Вршац, чтобы стать игроком местного профессионального баскетбольного клуба «Хемофарм». Поначалу он был определён в молодёжный состав клуба. «Хемофарм» обеспечил Миличича квартирой и платил ему зарплату в размере ста долларов в месяц, большую часть которой Дарко отправлял домой родителям. Миличич жил в квартире один, каждый день проводил две баскетбольные тренировки, утром и вечером, а между ними посещал школу.
В сезоне 2001/2002 16-летний Миличич был переведён в основную команду «Хемофарма». В первой игре на взрослом уровне Дарко персонально играл против 40-летнего игрока, который, по его словам, играл грубо, использовал разные уловки и сыпал оскорблениями. В матчах Кубка Корача того сезона Миличич получал в среднем 21 минуту игрового времени, набирал 7,9 очка и делал 4,7 подбора за игру. Более удачно он провёл сезон 2002/2003, в 20 матчах которого он набирал в среднем 9,5 очка, делал 4,6 подбора и 1,6 блок-шота. В матчах международной Североевропейской баскетбольной лиги, играя против сильных европейских клубов, Миличич набирал в среднем 14,2 очка и делал 7 подборов. В матче против рижского «Сконто» он набрал 37 очков.
На драфте НБА 2003 года 18-летнего Миличича выбрал под вторым номером клуб «Детройт Пистонс» (раньше, чем будущих звёзд НБА Кармело Энтони, Криса Боша и Дуэйна Уэйда). При этом «Пистонс» изначально планировали взять Энтони, но затем изменили решение. Большинство клубов, выбирающих в начале драфта, получают это право из-за низкого места, занятого в предыдущем сезоне, «Пистонс» же к таким клубом не относились, в 2003 году они играли в финале Восточной конференции НБА, а своё право раннего выбора на драфте получили благодаря обмену с клубом «Ванкувер Гриззлис», совершённому в 1996 году. Таким образом, Миличич оказался в команде с сильным составом, куда его взяли на перспективу.

## Карьера в НБА
Миличич оказался третьим центровым в команде после Бена Уоллеса и Элдена Кэмпбелла, игровой практики получал крайне мало, обычно выходя на площадку лишь в четвёртой четверти, когда результат матча был уже предопределён. В регулярном сезоне 2003—2004 Дарко принял участие всего в 34 матчах, в среднем проводя на площадке не более пяти минут. В плей-офф он получил ещё меньше игрового времени (меньше двух минут за игру), но перстень чемпиона НБА в первом же сезоне получил. Также он стал самым молодым баскетболистом в истории НБА, игравшим в финале (в серии против «Лейкерс» он вышел на площадку, когда ему было 18 лет и 356 дней).
Во втором сезоне Миличич вновь довольствовался ролью третьего центрового, на площадке появлялся лишь в 37 матчах, в концовке чемпионата, после того как «Пистонс» гарантировали себе место в плей-офф, тренер Ларри Браун два раза выпустил Дарко в стартовой пятёрке. Сам Миличич неоднократно высказывал сожаление по поводу того, что ему практически не дают играть, из-за чего он не может прогрессировать. Президент «Пистонс» Джо Думарс заявил, что с Миличичем руководство команды связывает большие надежды
в будущем.
Перед началом сезона 2005/2006 у Пистонс сменился тренер — вместо Ларри Брауна был назначен Флип Сондерс. Ожидалось, что при новом тренере Миличич будет получать больше игрового времени, однако и при Сондерсе Дарко практически не играл, в то время, как игроки, пришедшие в НБА в один год с ним: Леброн Джеймс, Кармело Энтони, Крис Бош, Дуэйн Уэйд — уже были звёздами своих клубов. Наконец 15 февраля 2006 года, через два с половиной сезона после его приобретения, «Пистонс» обменяли Миличича вместе с защитником Карлосом Арройо в «Орландо Мэджик» на Келвина Като и право выбора в первом раунде на драфте 2007 года (был выбран Родни Стаки).
В «Орландо», где он играл вместе с другим молодым и перспективным центровым Дуайтом Ховардом, Миличич сразу получил больше игрового времени: в 25 матчах сезона за «Пистонс» он проводил на площадке в среднем около пяти с половиной минут, в 30 матчах за «Мэджик» он играл в среднем около 21 минуты. Во втором сезоне за «Мэджик» Миличич принял участие в 80 матчах регулярного сезона и в 4 играх плей-офф, в стартовой пятёрке выходил в 16 матчах. Летом 2007 года, когда у Дарко закончился его первый контракт, руководство Мэджик не смогло предложить ему новое соглашение, устраивающее одновременно игрока и клуб. 12 июля 2007 года, став свободным агентом, Миличич подписал контракт на три года с командой «Мемфис Гриззлис».
В своём первом сезоне за «Гриззлис» Миличич получил место в стартовой пятёрке рядом с лидером команды Пау Газолем, он принял участие в 70 матчах сезона (64 начинал в стартовой пятёрке), однако его результативность и количество игрового времени не увеличилось по сравнению с последним сезоном в «Мэджик», где он был резервистом. Сезон 2008/2009 Дарко начал в стартовой пятёрке на позиции тяжёлого форварда, однако позже он эту позицию уступил новичку команды Дарреллу Артуру, на его привычной позиции центрового в это время играл другой новичок, испанец Марк Газоль, таким образом Миличич вновь стал резервистом.
25 июня 2009 года «Мемфис Гриззлис» обменяли Миличича в «Нью-Йорк Никс» на Квентина Ричардсона и денежную компенсацию. 17 февраля 2010 года «Никс» обменяли Миличича, сыгравшего всего 8 матчей в сезоне, в клуб «Миннесота Тимбервулвз» на Брайана Кардинала. В июле 2010 года Миличич заключил с «Миннесотой» новый контракт на четыре года, за которые его зарплата составляла 20 миллионов долларов.
12 июля 2012 года игрок был отчислен из команды и стал свободным агентом. В сентябре 2012 года подписал контракт с «Бостон Селтикс». 21 ноября Селтикс уволили Миличича по его просьбе.
В июне 2013 года Миличич объявил, что не будет больше выступать в НБА, а в сентябре 2014 года решил полностью завершить карьеру баскетболиста и попробовать свои силы в кикбоксинге.

## Национальная сборная
В 2001 году Миличич в составе сборной Югославии стал победителем чемпионата Европы среди юниоров. В 2002 году он был в заявке национальной команды на чемпионате Европы среди юношей до 20 лет, но на площадку не выходил.
В 2006 году Миличич был основным игроком обновлённой сборной Сербии и Черногории на чемпионате мира в Японии. Из всех игроков, приведших Югославию к победе на предыдущем чемпионате мира, в команде остался защитник Игор Ракочевич. На турнире сборная Сербии и Черногории заняла лишь 11-е место, Миличич был лучшим в команде по подборам и блок-шотам, вторым по набранным очкам (16,2 в среднем за игру) и передачам. В последней для его команды игре против сборной Испании, выигравшей в итоге чемпионат, Миличич, играя персонально против Пау Газоля, участника Матча всех звёзд НБА, показал хорошую результативность: 18 очков, 15 подборов и 3 блок-шота, что не спасло его команду от поражения.
На чемпионате Европы 2007 года после поражения в овертайме от сборной Греции, в результате которого сербская сборная заняла последнее место в группе и выбыла из турнира на предварительной стадии, Миличич в интервью сербским СМИ очень грубо высказался о судьях и членах их семей. За свои высказывания Дарко был оштрафован ФИБА на сумму 13770 долларов США, тренер и генеральный менеджер «Мемфис Гриззлис» также осудили поведение своего игрока.

## Личная жизнь
23 мая 2009 года Миличич женился на Зоране Маркуш, которая была на восьмом месяце беременности во время свадьбы . До свадьбы они встречались три года.

## Статистика

### Статистика в НБА
| Сезон                                                                                    | Команда   | Регулярный сезон | Регулярный сезон | Регулярный сезон | Регулярный сезон | Регулярный сезон | Регулярный сезон | Регулярный сезон | Регулярный сезон | Регулярный сезон | Регулярный сезон | Регулярный сезон | Серия плей-офф | Серия плей-офф | Серия плей-офф | Серия плей-офф | Серия плей-офф | Серия плей-офф | Серия плей-офф | Серия плей-офф | Серия плей-офф | Серия плей-офф | Серия плей-офф |
| Сезон                                                                                    | Команда   | GP               | GS               | MPG              | FG%              | 3P%              | FT%              | RPG              | APG              | SPG              | BPG              | PPG              | GP             | GS             | MPG            | FG%            | 3P%            | FT%            | RPG            | APG            | SPG            | BPG            | PPG            |
| ---------------------------------------------------------------------------------------- | --------- | ---------------- | ---------------- | ---------------- | ---------------- | ---------------- | ---------------- | ---------------- | ---------------- | ---------------- | ---------------- | ---------------- | -------------- | -------------- | -------------- | -------------- | -------------- | -------------- | -------------- | -------------- | -------------- | -------------- | -------------- |
| 2003/04                                                                                  | Детройт   | 34               | 0                | 4,7              | 26,2             | 0,0              | 58,3             | 1,3              | 0,2              | 0,2              | 0,4              | 1,4              | 7              | 0              | 1,9            | 0,0            | -              | 25,0           | 0,4            | 0,1            | 0,1            | 0,0            | 0,1            |
| 2004/05                                                                                  | Детройт   | 37               | 2                | 6,9              | 32,9             | -                | 70,8             | 1,2              | 0,2              | 0,1              | 0,5              | 1,8              | 9              | 0              | 2,3            | 28,6           | -              | 100,0          | 0,4            | 0,1            | 0,0            | 0,1            | 0,6            |
| 2005/06                                                                                  | Детройт   | 25               | 0                | 5,6              | 51,5             | 0,0              | 37,5             | 1,1              | 0,4              | 0,1              | 0,6              | 1,5              | Не участвовал  | Не участвовал  | Не участвовал  | Не участвовал  | Не участвовал  | Не участвовал  | Не участвовал  | Не участвовал  | Не участвовал  | Не участвовал  | Не участвовал  |
| 2005/06                                                                                  | Орландо   | 30               | 1                | 20,9             | 50,7             | -                | 59,5             | 4,1              | 1,1              | 0,4              | 2,1              | 7,6              | Не участвовал  | Не участвовал  | Не участвовал  | Не участвовал  | Не участвовал  | Не участвовал  | Не участвовал  | Не участвовал  | Не участвовал  | Не участвовал  | Не участвовал  |
| 2006/07                                                                                  | Орландо   | 80               | 16               | 23,9             | 45,4             | 0,0              | 61,3             | 5,5              | 1,1              | 0,6              | 1,8              | 8,0              | 4              | 0              | 28,7           | 58,8           | -              | 52,9           | 4,5            | 1,0            | 0,3            | 1,0            | 12,3           |
| 2007/08                                                                                  | Мемфис    | 70               | 64               | 23,8             | 43,8             | 0,0              | 55,4             | 6,1              | 0,8              | 0,5              | 1,6              | 7,2              | Не участвовал  | Не участвовал  | Не участвовал  | Не участвовал  | Не участвовал  | Не участвовал  | Не участвовал  | Не участвовал  | Не участвовал  | Не участвовал  | Не участвовал  |
| 2008/09                                                                                  | Мемфис    | 61               | 15               | 17,0             | 51,5             | -                | 56,2             | 4,3              | 0,6              | 0,4              | 0,8              | 5,5              | Не участвовал  | Не участвовал  | Не участвовал  | Не участвовал  | Не участвовал  | Не участвовал  | Не участвовал  | Не участвовал  | Не участвовал  | Не участвовал  | Не участвовал  |
| 2009/10                                                                                  | Нью-Йорк  | 8                | 0                | 8,9              | 47,1             | -                | -                | 2,3              | 0,5              | 0,5              | 0,1              | 2,0              | Не участвовал  | Не участвовал  | Не участвовал  | Не участвовал  | Не участвовал  | Не участвовал  | Не участвовал  | Не участвовал  | Не участвовал  | Не участвовал  | Не участвовал  |
| 2009/10                                                                                  | Миннесота | 24               | 18               | 25,6             | 49,2             | 0,0              | 53,6             | 5,5              | 1,8              | 0,8              | 1,4              | 8,3              | Не участвовал  | Не участвовал  | Не участвовал  | Не участвовал  | Не участвовал  | Не участвовал  | Не участвовал  | Не участвовал  | Не участвовал  | Не участвовал  | Не участвовал  |
| 2010/11                                                                                  | Миннесота | 69               | 69               | 24,4             | 46,9             | -                | 55,7             | 5,2              | 1,5              | 0,8              | 2,0              | 8,8              | Не участвовал  | Не участвовал  | Не участвовал  | Не участвовал  | Не участвовал  | Не участвовал  | Не участвовал  | Не участвовал  | Не участвовал  | Не участвовал  | Не участвовал  |
| 2011/12                                                                                  | Миннесота | 29               | 23               | 16,3             | 45,4             | -                | 43,2             | 3,3              | 0,6              | 0,3              | 0,9              | 4,6              | Не участвовал  | Не участвовал  | Не участвовал  | Не участвовал  | Не участвовал  | Не участвовал  | Не участвовал  | Не участвовал  | Не участвовал  | Не участвовал  | Не участвовал  |
| 2012/13                                                                                  | Бостон    | 1                | 0                | 4,5              | 0,0              | -                | -                | 1,0              | 0,0              | 0,0              | 0,0              | 0,0              | Не участвовал  | Не участвовал  | Не участвовал  | Не участвовал  | Не участвовал  | Не участвовал  | Не участвовал  | Не участвовал  | Не участвовал  | Не участвовал  | Не участвовал  |
|                                                                                          | Всего     | 468              | 208              | 18,5             | 46,0             | 0,0              | 57,4             | 4,2              | 0,9              | 0,4              | 1,3              | 6,0              | 20             | 0              | 7,4            | 48,9           | -              | 50,0           | 1,3            | 0,3            | 0,1            | 0,3            | 2,8            |
| Наведите курсор мыши на аббревиатуры в заголовке таблицы, чтобы прочесть их расшифровку. |           |                  |                  |                  |                  |                  |                  |                  |                  |                  |                  |                  |                |                |                |                |                |                |                |                |                |                |                |